# Canowindra
Canowindra – miasto w Australii, w stanie Nowa Południowa Walia.